# Repentless
Repentless är det amerikanska thrash metal-bandet Slayers tolfte och sista studioalbum, utgivet den 11 september 2015. Detta är Slayers enda album utan gitarristen Jeff Hanneman.

## Låtlista
Alla låtar är skrivna och komponerade av Kerry King, där intet annat anges. 
| Nr           | Titel                    | Text            | Musik        | Längd |
| ------------ | ------------------------ | --------------- | ------------ | ----- |
| 1.           | Delusions of Saviour     |                 |              | 1:55  |
| 2.           | Repentless               |                 |              | 3:19  |
| 3.           | Take Control             |                 |              | 3:14  |
| 4.           | Vices                    |                 |              | 3:32  |
| 5.           | Cast the First Stone     |                 |              | 3:43  |
| 6.           | When the Stillness Comes |                 |              | 4:21  |
| 7.           | Chasing Death            |                 |              | 3:45  |
| 8.           | Implode                  |                 |              | 3:49  |
| 9.           | Piano Wire               | Jeff Hanneman   | Hanneman     | 2:49  |
| 10.          | Atrocity Vendor          | Tom Araya, King |              | 2:55  |
| 11.          | You Against You          |                 |              | 4:21  |
| 12.          | Pride in Prejudice       |                 |              | 4:14  |
| Total längd: | Total längd:             | Total längd:    | Total längd: | 41:57 |

## Musiker
- Tom Araya – elbas, sång
- Kerry King – gitarr
- Gary Holt – gitarr
- Paul Bostaph – trummor